# Cooperazione Civile e Militare

## Storia
Alla fine degli anni novanta, visto il coinvolgimento sempre più accentuato dei civili nei conflitti e la crescita delle organizzazioni governative (GOs) e non governative (NGOs) nei Teatri Operativi, la NATO ha sentito la necessità di dotarsi di un'interfaccia tra i contingenti militari e l'ambiente civile.
Questa esigenza nasceva al fine di coordinare i numerosi e diversi attori che operavano nel settore della realizzazione di progetti di infrastrutture di base, di sviluppo socioeconomico e di formazione.
La NATO ha così rivisto la propria dottrina introducendo la funzione CIMIC (Civil-Military Cooperation), tesa ad agevolare il coordinamento e lamponente militare e le organizzazioni civili presenti in area di operazioni.
Per lo svolgimento di questi compiti, l'Alleanza Atlantica ha così deciso di dotarsi di unità ed infrastrutture dedicate.
Tale sfida è stata immediatamente raccolta dall'Italia che, unitamente a Grecia, Portogallo e Ungheria, ha promosso, il 1º Gennaio 2002, la creazione del "CIMIC Group South" (CGS) nella sua attuale sede di Motta di Livenza a cui si è affiancato il "CIMIC Group North" (CGN), paritetico reparto di stanza nei Paesi Bassi (poi trasformato in CIMIC Centre of Excellence).
Il 26 febbraio 2004 i Paesi partecipanti hanno sottoscritto, innanzi al rappresentante di SHAPE (Supreme Headquarters Allied Power in Europe), il loro Memorandum of Understanding (MoU), documento che definisce i compiti e la struttura dell'unità multinazionale e interforze. Nel 2005 il CGS fu nominato "assigned Force to SACEUR" (Supreme Allied Commander Europe).
Nel 2006 la Romania sigla la letter of intent come quinta Participating Nation al MNCG.
Dal 2009, a seguito di una modifica allo stesso MoU, ratificata durante l'annuale Coordinating Committee e sottoscritta da SHAPE e dai Rappresentanti Nazionali di Italia, Grecia, Portogallo, Romania e Ungheria, il "CIMIC Group South" (CGS) ha assunto la sua attuale denominazione di "Multinational CIMIC Group" (MNCG).
La Slovenia ha firmato il MoU nel 2014 diventando la sesta nazione contributrice.

## Missione

Stemma del CIMIC Group South (dal 2004 al 2009).

Il MNCG rappresenta una capacità CIMIC che supporta la catena di comando a cui può essere assegnata durante un'operazione – da un Joint Headquarters (Livello Operativo) fino ad un Comando Brigata (Livello Tattico) – con la missione di incrementare l'efficienza di un'operazione militare e di fungere come forum di consultazione e centro di competenze sulla civil-military cooperation.
Il MNCG dipende da un Coordinating Committee (CC) composto da un Presidente, un Segretario e i Rappresentanti delle 6 Nazioni partner.
Il CC è il principale organo multinazionale per orientamento, supervisione e decisioni su tutte le questioni relative al MNCG.
Il MNCG può essere impiegato ad operare nei seguenti scenari:
- Operazioni ai sensi dell'Articolo 5 del Trattato Nord Atlantico;
- Operazioni multinazionali di risposta alle crisi;
- Operazioni di stabilizzazione condotte da NATO, ONU, OSCE, UE, coalizioni o altre organizzazioni internazionali, sotto il mandato del Consiglio di Sicurezza delle Nazioni Unite.

Durante le operazioni, la funzione operativa CIMIC contribuisce al raggiungimento dell'end state attraverso le 3 core functions:
- il collegamento civile-militare;
- il supporto alla forza;
- il sostegno agli attori non militari e all'ambiente civile.

Come parte della missione assegnata, il MNCG:
- fornisce una capacità militare essenziale;
- migliora giorno per giorno la cooperazione e l'addestramento in ambito multinazionale;
- realizza un reciproco rafforzamento delle qualità CIMIC (per esempio le competenze linguistiche) e le capacità CIMIC (per esempio le competenze relative alla negoziazione);
- ottimizza l'efficienza operativa e limita i costi

Dal 1º gennaio 2022 dipende dalla Brigata Informazioni Tattiche.

## Collegamenti con la NATO
Il Multinational CIMIC Group è un reparto multinazionale e interforze, a guida italiana, affiliato al Supreme Headquarters Allied Powers in Europe (SHAPE) in Mons, Belgio, quale NATO Affirmed Force, pronto a supportare il Comandante militare in operazioni Joint e Combined nel delicato settore della civil-military cooperation. Il Comandante Supremo Alleato in Europa (SACEUR) conferisce, in funzione della situazione, il controllo operativo (OPCON) ai suoi Comandanti subordinati con cui il MNCG stabilisce relazioni lavorative in diversi campi, dall’addestramento alle valutazioni, dalle esercitazioni alle operazioni.
Per le operazioni ai sensi dell’Articolo 5 del Trattato Nord Atlantico, l’Headquarters del MNCG viene posto sotto OPCON di un Comandante subordinato, non appena il livello di prontezza è raggiunto in relazione alle procedure previste della NATO.
Nelle operazioni che rientrano nella cosiddetta fattispecie “Non-Article 5”, l’Headquarters del MNCG, ovvero i suoi assetti, vengono posti sotto OPCON di un Force Commander in funzione del processo di generazione delle forze. La struttura di Comando e Controllo, quindi, permette al MNCG di operare sotto il controllo operativo di un Joint Force Command (JFC) o di una Joint Task Force (JTF) ovvero di un altro Force Commander a livello operativo. La struttura del MNCG è pensata per esercitare il C2 anche su tutte le CIMIC Unit dipendenti e appartenenti ad altri stati membri della NATO e altre unità di stati non appartenenti all’Alleanza, che rispettino, d'altronde, i Force Standard del trattato Nord Atlantico in linea con quanto previsto dal Coordinating Committee. La NATO detiene la cosiddetta “first priority” nell’impiego del MNCG qualora esistessero i presupposti operativi. In aggiunta, il MNCG ha dei legami di coordinamento con entrambi i JFC (Brunssum e Napoli) in termini di addestramento ed esercitazioni.
Il reparto, inoltre, è un costante contributore di personale e assetti per la NATO Response Force (NRF) e per la Very High Readiness Joint Task Force (VJTF).
La NATO Response Force è una forza multinazionale altamente preparata e tecnologicamente avanzata formata da componenti terrestri, aeree, marittime e da forze per operazioni speciali che l’Alleanza può schierare rapidamente, ovunque sia necessario, a sostegno di un’operazione prevista dall’Articolo 5 del Trattato Atlantico o di un’operazione di risposta a una situazione di crisi (Non-Article 5 Crisis Response Operation, NA5CRO). A seguito del NATO Summit in Galles (2014), la NATO ha deciso il potenziamento della forza di reazione rapida con nuove misure tese a rafforzare la prontezza e la capacità di risposta dell’Alleanza. Fra queste, l’istituzione di una Very High Readiness Joint Task Force (VJTF), schierabile in 5-7 giorni, di circa 20.000 militari (5.000 la sola componente terrestre), prima forza della NRF a intervenire in caso di necessità.

## Operazioni
Gli operatori del MNCG sono dispiegati in diverse zone del mondo: nei Balcani (Kosovo), nel Medio-Oriente (Libano e Afghanistan) e in Africa (Somalia, Gibuti e Niger).
Inoltre, sono impiegati nell'Operazione EUNAVFORMED – Operazione Sofia, presso l'HQ situato in Roma e nell'Operazione ALTHEA, presso l'HQ situato in Napoli al JFC di Napoli.
Il reparto è altresì capace di dispiegare dei Mobile Training Team (MTT) ovvero delle squadre a contatto di istruttori CIMIC qualora uno stato ne faccia richiesta. Ad oggi i Mobile Training Team sono stati impiegati in: Azerbaijan, Georgia, Iraq, Libano, Portogallo, Ucraina, Turchia e negli Stati Uniti d'America.
Il MNCG fornisce inoltre assetti, quando richiesto, per le cosiddette "Homeland Security Operations", dall'Operazione "Strade Sicure" all'Operazione "Sabina".
Il MNCG, in aggiunta, ha una capacità unica denominata Remote CIMIC Support (RCS) cioè l'abilità di supportare le unità CIMIC, impiegate in operazioni militari, dalla Madre Patria, qualora l'intero Comando si dovesse schierare all’estero.
Tale supporto si concretizza, nell'ambito dell'analisi della dimensione civile dell'area d’interesse, attraverso la consulenza che i Subject Matter Expert – Specialisti Funzionali quali ingegneri, architetti, medici e altri professionisti di settore – forniscono agli operatori CIMIC, impiegati nelle aree di crisi, per lo sviluppo dei progetti a favore delle popolazioni dove le unità sono impiegate.
Tale supporto è garantito dagli operatori CIMIC formati nel corso degli anni, attraverso corsi, esercitazioni e impieghi in teatri operativi.

## Didattica
L’attività di formazione svolta presso il Multinational CIMIC Group è frutto di un circolo virtuoso della didattica: insegnare in aula ciò che si apprende in operazioni e applicare in operazioni ciò che si è appreso in aula.
In questa ottica, e prefiggendosi obiettivi formativi standardizzati e di massimo livello, il MNCG svolge attività formativa in ambito internazionale ed interforze attraverso un programma formativo finalizzato a consolidare ed implementare le conoscenze dei frequentatori (civili e militari) nello specifico settore di competenza.
Ciò avviene grazie a corsi in lingua inglese articolati su una fase a distanza ed una fase residenziale dove i partecipanti, oltre a frequentare lezioni frontali in aula, hanno la possibilità di partecipare ad una serie di panel discussion, syndicate e role-play organizzati per simulare le principali attività svolte in situazioni operative dagli specialisti del CIMIC.
Nell'ottica di mantenere un alto livello formativo, il MNCG si avvale sia dei propri istruttori, formati presso enti internazionali specializzati e successivamente proiettati nelle diverse missioni estere, sia della collaborazione di Accademici e guest speakers appartenenti alle principali Organizzazioni Internazionali Governative e Non-Governative.
Il circolo virtuoso si avvale quindi delle lezioni apprese e identificate nei Teatri Operativi in cui gli operatori vengono impiegati e rappresenta la vera forza dell’offerta formativa del Multinational CIMIC Group.
Ogni anno, circa duecento frequentatori, tra civili, militari, italiani e stranieri, accedono all'offerta formativa del MNCG strutturata secondo differenti target audience ed obiettivi formativi.
Nello specifico, l'offerta formativa prevede i seguenti corsi:
- NATO CIMIC Field Worker Course;
- NATO CIMIC Staff Worker Course;
- CIMIC Liaison Course;
- CIMIC Tactical Operator Course;
- CIMIC Functional Specialist Course;
- CIMIC Mission Pre-deployment Course; - Intercultural Mediator Course.
- Female Engagement Team Course.

I corsi del MNCG sono aperti con differenti priorità e percentuali al:
- personale del MNCG / personale militare e civile proveniente - dalle Participating Nation;
- personale militare e civile facente parte dell'Alleanza Atlantica;
- personale facente parte di Organizzazioni Internazionali, Organizzazioni Governative e Organizzazioni Non-Governative;
- altro personale civile interessato alla civil-military cooperation.

## Contatti con l'esterno
L'unità è in grado di supportare enti esterni per lo svolgimento di corsi e cattedre con concorsi di subject matter expert nella civil-military cooperation, come ad esempio avviene in favore di comandi NATO, dei centri di eccellenza e delle università. Consolidati risultano i supporti forniti al CIMIC Training for US Civil Affairs & USMA (US Military Academy in West Point), all’Università LUISS, alla NATO School di Oberammergau (NSO), al Center of Exellence for Stability Police Units (CoESPU) in Vicenza, al Centro Studi Post Conflict Operations (CSPCO) in Torino, al Multinational Peace Support Operations Training Center (MPSOTC) in Kilkis (GRC), al NATO Security Force Assistance (SFA) Center of Exellence in Cesano di Roma, al Peace Support Training Centre (PSTC) in Kingstone (CAN) e al CIMIC Center of Exellence (CCOE) presso L’Aia.
In aggiunta, il MNCG contribuisce annualmente a supportare il Joint Rapid Reaction Force (JRRF) e l’European Battle Group (EUBG) con la CIMIC Unit italiana.
Il reparto ha continui contatti con autorità, associazioni, organizzazioni e media locali non solo per attività di rappresentanza o conviviali, ma anche coinvolgendo alcuni rappresentanti degli enti succitati nei corsi interni come role player al fine di avere un output quanto più vicino alla realtà a favore degli studenti. L’obiettivo, quindi, è quello di far conoscere le potenzialità dell’ente anche aldilà della sfera propriamente militare.
Un esempio del forte legame con il territorio è simboleggiato anche dalla partecipazione di 16 gonfaloni alla cerimonia di avvicendamento del Comandante di reggimento. I gonfaloni rappresentano le città di: Vittorio Veneto (decorato di medaglia d’oro al valor militare, croce al merito di guerra e croce al merito dell’Esercito), Motta di Livenza (decorato di medaglia di bronzo al valor militare e croce al merito di guerra), Oderzo (decorato di croce al merito di guerra), Conegliano (decorato di croce al valor militare), Cessalto, Chiarano, Fossalta di Piave, Gorgo al Monticano, Mansué, Maserada, Meduna di Livenza, Ormelle, Ponte di Piave, Povegliano, Portobuffolé e San Stino di Livenza.
Il Multinational CIMIC Group ha inoltre istituito due “Memorandum of Working agreement” (MoWA) con l’Università di Trieste (2017) e di Verona (2019) per la collaborazione ed il reciproco supporto in attività di ricerca, sviluppo e didattica in materia di civil-military cooperation. In particolare, i protocolli d’intesa hanno posto le condizioni per un confronto osmotico sempre più stretto tra esperti e formatori, garantito dalla costante e genuina condivisione delle expertise acquisite nei rispettivi settori d’impiego.

## Comandanti
1. (01.01.2002 - 09.12.2003) Col. Filippo Marinelli
2. (12.12.2003 - 09.03.2006) Col. Luciano Trogu
3. (09.03.2006 - 14.11.2008) Col. Celestino Di Pace
4. (14.11.2008 - 11.09.2009) Col. Mauro D'Ubaldi
5. (11.06.2009 - 22.11.2011) Col. Antonello Vespaziani
6. (22.11.2011 - 20.09.2013) Col. Fabiano Zinzone
7. (20.09.2013 - 25.07.2015) Col. Uberto Incisa di Camerana dei conti Salvi del Pero di Luzzano
8. (25.07.2015 - 21.07.2016) Col. Liberato Amadio
9. (21.07.2016 - 06.06.2017) Col. Marco Longo
10. (09.06.2017 - 12.10.2018) Col. Francesco Greco
11. (12.10.2018 - 16.10.2020) Col. Luca Vitali
12. (16.10.2020 - 22.07.2022) Col. Mattia Zuzzi
13. (22.07.2022 - 25.10.2024) Col. Ugo Proietto
14. (25.10.2024 - oggi) Col. Piero Furlan

## Simboli
I simboli che rappresentano il MNCG sono quattro: grafico, infrastrutturale, religioso e storico.
Lo stemma del Multinational CIMIC Group, dal 2002 al 2009 CIMIC Group South, nasce dalla collaborazione con il CIMIC Group North, oggi trasformatosi in CIMIC Centre of Excellence (CCOE). Gli stemmi dei due reparti, in origine, risultavano infatti simili nella grafica e, in parte, nell’uso dei colori. Oggi lo scudetto ospita nella parte superiore la scritta Multinational CIMIC Group, al di sotto della quale appare una stretta di mano, gesto eletto a simbolo dell’aiuto umanitario e della cooperazione. Il colore verde esprime la speranza che l’unità deve portare alle popolazioni civili nelle aree di crisi, teatro delle operazioni militari. Il bianco e azzurro ricalcano i colori della veste (sari) di Madre Teresa di Calcutta. Il motto del reparto è “Milites civisque alacriter” e fa riferimento all’obiettivo che il Multinational CIMIC Group si pone, ossia quello di ridurre la distanza tra la sfera militare e quella civile in maniera sinergica, rapida e volontaria.
Il secondo simbolo del reparto è rappresentato da una palazzina storica all’interno delle stesse mura della Caserma “Mario Fiore”, ovvero la cosiddetta “Villa Veneta”. La palazzina, che è stata il primo nucleo dell’attuale complesso militare, è la parte residua di palazzo “Condulmer” (XVIII sec), che era, come scrive Lepido Rocco in “Motta di Livenza e suoi dintorni”, di proporzioni grandiose, di aspetto principesco e di stile classico. Il corpo centrale si trovava dove ora scorre il Livenza, appena a monte della passerella, in linea con la superstite “palazzina”. Tutto il fabbricato era contornato da alta muraglia, sormontato da statue e chiusa da grandi e bellissimi cancelli di ferro. Nel dopoguerra la “Palazzina” fu sede della Scuola Media Statale fino a quando fu alienata, unitamente al terreno di pertinenza, a favore del Ministero della Difesa. La Caserma, quale è oggi, non è sorta come tale, ma è il risultato di successive modificazioni, adattamenti e aggiunte di nuove costruzioni, tendenti ad adeguare nel tempo le infrastrutture già esistenti alle esigenze e alla fisionomia del reparto.
Il terzo simbolo è la santa protrettice del reparto, Santa Teresa di Calcutta. La Santa è stata una religiosa albanese, naturalizzata indiana, di fede cattolica, fondatrice della congregazione religiosa delle Missionarie della Carità. Il suo lavoro, instancabile tra le vittime della povertà di Calcutta, l’ha resa una delle persone più famose al mondo e le valse numerosi riconoscimenti, tra cui il Premio Nobel per la Pace nel 1979. È stata proclamata beata da Papa Giovanni Paolo II il 19 ottobre 2003 e Santa da Papa Francesco il 4 settembre 2016. La vita di Madre Teresa è stata dedicata all’assistenza dei più poveri, valorizzando la dignità presente in ogni persona, anche nelle condizioni di disagio più estreme. Il suo obiettivo è stato rovesciare la tradizionale asimmetria delle pratiche di assistenza che, spesso condotte con movimenti dall’alto al basso, si rivelavano umilianti e demotivanti per chi riceveva il sostegno. Nella sua ottica, la relazione tra chi dona e chi riceve deve invece essere paritaria, basata sulla reciproca comprensione e rispetto, anche attraverso la condivisione di stili e condizioni di vita. Madre Teresa ha più volte ribadito di amare tutte le religioni ed è stata sempre considerata un simbolo di unione e aggregazione anche tra diversi culti. Per i motivi citati, la Santa è stata scelta come simbolo e patrona del Multinational CIMIC Group. Agli operatori CIMIC viene chiesto di cooperare e supportare le popolazioni delle aree in cui vengono dispiegati e di creare un legame di comprensione e collaborazione nel rispetto delle tradizioni e della cultura di un determinato Paese al fine di supportare gli obiettivi del Comandante della Forza.
Infine, il simbolo storico del reparto è rappresentato dalla figura del Maggiore Mario FIORE, a cui è stata intitolata la Caserma. Mario Fiore nasce a Napoli nel 1875 e, avviatosi alla carriera militare del Regio Esercito, con il grado di Capitano, partecipa alla guerra italo-turca in Libia negli anni 1911-12. Nel 1918, è ufficiale superiore dell’arma del Genio al comando del 79 ̊ battaglione Genio Zappatori, il cui quartier generale è stabilito a Casa Rossi, tra Visnadello e Spresiano. Il compito consiste nel rafforzare le opere difensive dell’argine ferroviario da Spresiano a Ponte della Priula, in una zona ai margini dei combattimenti cruenti e oggetto di sporadici colpi di cannone e di mitragliamenti eseguiti a volo radente da aerei nemici.
La situazione di relativa stasi cessa bruscamene la mattina del 15 giugno 1918, quando le fanterie austro-ungariche scattano all’assalto e, in poche ore, travolgono tutte le difese nella zona da Giavera del Montello a Nervesa della Battaglia. Il 79º Battaglione Genio è chiamato ad arrestare l’avanzata con truppe non preparate al combattimento di fanteria. Il 17 giugno 1918, verso le 15, dopo due giorni di aspra lotta, sprezzando le avanzate delle preparatissime truppe d’assalto austro-ungariche, Mario Fiore non esita ad intervenire in prima persona per eliminare la minaccia rappresentata da una sezione di mitragliatrici infiltratesi vicino alla linea italiana; si lancia all’attacco insieme ai suoi uomini, ma viene fermato da una micidiale raffica ravvicinata che lo uccide sul colpo. Nei giorni successivi, i suoi soldati, spinti dall’esempio del loro comandante, non cederanno di un millimetro, meritandosi una citazione nel bollettino di guerra del 21 giugno 1918: “Il 79º Battaglione, combattendo a fianco della Fanteria, confermò ancora una volta lo spirito di sacrificio e il valore dell’Arma del Genio”.
A Mario Fiore è stata assegnata la massima ricompensa al Valor Militare, come ricorda la targa che ne indica la tomba all’ingresso del cimitero di Camalò.
Nel suo diario furono ritrovate queste parole: “... Certo chi combatte per la Patria; chi alla Patria offre tutta la sua sostanza e la sua vita, deve essere, in quegli estremi istanti, animato da un sentimento sì nobile e sì grande che non sappiamo immaginare... Essi, vanno incontro alla morte... la vita è troncata, ma qualcosa rimane nei secoli: la loro opera, che affida i loro nomi all’immortalità!”

## Tradizioni
Una tradizione molto importante è la CIMIC Units Commanders Conference (CUCC), ovvero la Conferenza dei Comandanti delle unità specializzate nella civil-military cooperation dei Paesi membri della NATO, deputata a fornire ai partecipanti una fondamentale occasione di confronto, aggiornamento e sviluppo, sia sul versante operativo che su quello concettuale. La CUCC è un evento unico all’interno dell’Alleanza Atlantica che dal 2012 ha luogo in stretto coordinamento con l’ACOS J9 di SHAPE, e che affronta sempre tematiche all’avanguardia ed innovative, dando luogo a dibattiti, condivisioni di esperienze e idee su cui confrontarsi.
Il personale italiano del Multinational CIMIC Group veste, da tradizione, il tipico fregio scudato (che rappresenta la funzione operativa da STANAG NATO) al cui interno sono raffigurate tutte le Armi dell’Esercito Italiano, Forza Armata da cui dipende la CIMIC Unit italiana, proprio a simboleggiare la sinergia di tutte le esperienze che ivi confluiscono. Il fregio raffigura pertanto una granata infiammata attraversata da due cannoni di bronzo decussati abbassati con la culatta all’ingiù. Il trofeo d’armi è attraversato da due lance decussate munite di banderuola bifida e sventolante, da due sciabole incrociate con punte rivolte in basso, da due fucili, da due saette poste sopra le asce e sotto la volata dei cannoni. Il fregio pluriarma è portato anche dagli allievi dell’Accademia Militare di Modena, della Scuola Sottufficiali dell'Esercito e dalla Banda dell'Esercito con la variante della corazza romana con elmo al centro del fregio. Le mostrine che sono apposte sul bavero, similarmente a quanto accade con gli enti menzionati, sono sostituite soltanto dalle stellette che simboleggiano l’essenza dell’essere militare, senza prevedere l’indicazione di un’Arma o di un Corpo specifico.